# Литвинов, Максим Вячеславович
Максим Вячеславович Литвинов (род. 11 февраля 1994, Амвросиевка, Донецкая область) — украинский футболист, игрок в футзал. Игрок клуба «ХИТ».

## Биография
Литвинов заниматься футзалом начал в родной Амросиевке, а возрасте 13 лет был замечен луганской ЛТК, которая закончила воспитание молодого игрока. Первым тренером был отец, а в ДЮСШ Литвинова начал тренировать Юрий Аветисян.
Дебют Литвинова в профессиональных лигах состоялся за вторую команду ЛТК в первой лиге в чемпионате 2009/2011. Следующий чемпионат Литвинов также провел во втором по рангу дивизионе чемпионата Украины.
С сезона 2011/2012 Роман Ковальчик начал подпускать универсала к первой команде телефонистов, а в сезоне 2012/2013 Литвинов уже стал полноценной боевой единицей луганской команды. Стал одним из тех, кто вывел ЛТК в плей-офф чемпионата, а также дошёл до финала Кубка Украины.

## Сборная Украины
Литвинов привлекается к играм за молодёжную сборной Украины. Зимой 2012 года под руководством Евгения Рывкина Литвинов выиграл молодёжный турнир Петербургская осень 2012, где стал самым результативный игроком, забив шесть мячей.